# Joseph Fourcade
Pour les articles homonymes, voir Fourcade.
Joseph Fourcade, né le 9 juillet 1820 à Saint-Chinian (Hérault) et mort le 15 juillet 1903 à Lalbarède (Tarn), est un homme politique français.

## Biographie
Propriétaire terrien, conseiller général du canton de Saint-Chinian de 1840 à 1852, il est député de l'Hérault de 1876 à 1878, siégeant à droite. Invalidé en 1878, il quitte la vie politique.

## Sources
- « Joseph Fourcade », dans Adolphe Robert et Gaston Cougny, Dictionnaire des parlementaires français, Edgar Bourloton, 1889-1891 [détail de l’édition]